# تومی‌اوکا، گونما
تومی‌اوکا در استان گونما در کشور ژاپن واقع شده‌است  که دارای جمعیت ۵۳٬۳۳۲ نفر و مساحت ۱۲۲٫۹۰ کیلومتر مربع با تراکم جمعیت ۴۳۴  نفر در کیلومترمربع است و در تاریخ ۲۷ مارس ۲۰۰۶ به عنوان شهر شناخته شد.